# Vuelta a España 2025
Die Vuelta a España 2025 ist die 80. Austragung der spanischen Grand Tour. Das Straßenradrennen wird am 23. August in Turin gestartet und geht am 14. September 2025 in Madrid zu Ende. Die Rundfahrt führt über 21 Etappen und beinhaltet zwei Ruhetage. Der Gesamtführende trägt das Maillot Rojo. Zudem werden eine Punktewertung, Bergwertung, Nachwuchswertung und Mannschaftswertung ausgetragen. Die Streckenvorstellung fand am 19. Dezember 2024 statt.

## Teilnehmende Teams und Fahrer
Über ein automatisches Startrecht und eine Startpflicht verfügten gemäß den Statuten der UCI die 18 WorldTeams. Zudem qualifizierten sich automatisch die beiden besten UCI ProTeams des Vorjahres: Lotto und Israel-Premier Tech. Der Veranstalter vergab außerdem Wildcards an die beiden spanischen ProTeams Burgos-Burpellet-BH und Caja Rural-Seguros RGA sowie dem Q36.5 Pro Cycling Team aus der Schweiz.
| WorldTeams (18)- Alpecin-Deceuninck - Arkéa-B&B Hotels - Bahrain-Victorious - Cofidis - Decathlon AG2R La Mondiale Team - EF Education-EasyPost - Groupama-FDJ - Ineos Grenadiers - Intermarché-Wanty - Lidl-Trek - Movistar Team - Red Bull-BORA-hansgrohe - Soudal Quick-Step - Team Jayco AlUla - Team Picnic-PostNL - Team Visma \| Lease a Bike - UAE Team Emirates XRG - XDS Astana Team ProTeams (5)- Burgos-Burpellet-BH - Caja Rural-Seguros RGA - Q36.5 Pro Cycling Team - Israel-Premier Tech - Lotto |
| |

### Favoriten
Da der Tour-de-France-Sieger Tadej Pogačar (UAE Team Emirates-XRG) seinen geplanten Start bei der Vuelta a España wenige Tage nach dem Ende der Frankreich-Rundfahrt absagte, gilt Jonas Vingegaard (Team Visma-Lease a Bike) als Top-Favorit der 80. Austragung. Der 28-jährige Däne gewann im Frühjahr die Algarve-Rundfahrt, ehe er bei Paris–Nizza eine Gehirnerschütterung erlitt. Nach seiner Genesung ging er beim Critérium du Dauphiné an den Start. Bei der Tour de France erwies sich Jonas Vingegaard einmal mehr als größter Kontrahent von Tadej Pogačar, wobei er gegenüber dem Slowenen meist das Nachsehen hatte und sowohl im Einzelzeitfahren der 5. Etappe, als auch bei der Bergankunft von Hautacam wertvolle Zeit verlor. Schlussendlich belegte er den zweiten Gesamtrang mit einem Rückstand von fast viereinhalb Minuten. Anders als im Jahr 2023 nimmt Jonas Vingegaard die Vuelta a España 2025 als klarer Kapitän in Angriff. Damals belegte er hinter seinem Teamkollegen Sepp Kuss den zweiten Gesamtrang, wobei mit Primož Roglič ein weiterer Teamkollege auf dem finalen Podium stand. Sepp Kuss soll im Jahr 2025 ebenso wie sein Landsmann Matteo Jorgenson als wichtiger Helfer in den Bergen fungieren.
Als größte Herausforderer gelten Juan Ayuso und João Almeida, die das UAE Team Emirates-XRG in Abwesenheit von Tadej Pogačar als Doppelspitze anführen sollen. Die beiden bestritten bislang unterschiedliche Saisonrennen und werden nun erstmals seit der der Tour de France 2024 Teil derselben Mannschaft sein. Der 22-jährige Juan Ayuso stand bereits im Jahr 2022 mit nur 19 Jahren als Dritter auf dem Podest der Spanien-Rundfahrt. Im Frühjahr der laufenden Saison feierte er mehrere Erfolge bei kleineren Eintagesrennen, ehe er die Gesamtsieg bei Tirreno-Adriatico für sich entschied und das UAE Team Emirates-XRG beim diesjährigen Giro d’Italia angeführt. Dabei gewann er eine Etappe, ehe er im Schatten des jungen Mexikaners Isaac Del Toro fuhr und das Rennen später aus gesundheitlichen Gründen aufgab. Nach einer längeren Rennpause bestritt er zuletzt die Clásica San Sebastián und den Circuito de Getxo, den er hinter Isaac Del Toro als Zweiter beendete. João Almeida hingegen fokussierte sich in der laufenden Saison auf die einwöchigen Rundfahrten der UCI WorldTour, wobei er die Baskenland-Rundfahrt, die Tour de Romandie und die Tour de Suisse gewann. Als Helfer von Tadej Pogačar stand er zudem am Start der Tour de France, die er jedoch nach einem Sturz bereits auf der 9. Etappe beendete. Im Vorfeld der Vuelta a España, die er bereits zweimal in den Top 10 beendete, bestritt er keine Vorbereitungsrennen.
Mit Richard Carapaz (EF Education-EasyPost), Egan Bernal (Ineos Grenadiers), Jai Hindley (Red Bull-Bora-hansgrohe) und Tao Geoghegan Hart (Lidl-Trek) sollen zudem vier weitere Grand Tour-Sieger bei der 80. Austragung an den Start gehen. Richard Carapaz zeigte zuletzt beim Giro d’Italia auf, den er schlussendlich auf dem dritten Gesamtrang beendete. Auf seiner geplanten Tour-de-France-Start musste er im Anschluss aufgrund einer Magen-Darm-Infektion verzichten. Seither bestritt der 32-jährige Ecuadorianer, der im Jahr 2020 Zweiter der Spanien-Rundfahrt wurde, keine weiteren Rennen. Auch Egan Bernal, der den Giro d’Italia auf dem siebten Gesamtrang beendete, fuhr seit dem Ende der Italien-Rundfahrt nur noch wenige Rennen. In Vorbereitung auf die Vuelta a España wurde der Tour-de-France-Sieger des Jahres 2019 Sechster der Burgos-Rundfahrt. Die beiden Giro-d’Italia-Sieger Jai Hindley und Tao Geoghegan Hart sollen die letzte Grand Tour des Jahres nach einer durchwachsenen Saison in Angriff nehmen.
Weitere bekannte Gesamtklassement-Fahrer, die bei der 80. Austragung der Vuelta a España starten sollen, sind: Mikel Landa (Soudal Quick-Step), Derek Gee (Israel-Premier Tech), Antonio Tiberi (Bahrian Victorious), Giulio Ciccone (Lidl-Trek), Ben O’Connor, Eddie Dunbar (beide Team Jayco AlUla), David Gaudu, Guillaume Martin (beide Groupama-FDJ), Max Poole (Team Picnic PostNL), Lorenzo Fortunato (XDS Astana Team) und Louis Meintjes (Intermarché-Wanty). Hinzukommen die Nachwuchsfahrer Giulio Pellizzari (Red Bull-Bora-hansgrohe), Pablo Castrillo (Movistar Team), Junior Lecerf (Soudal Quick-Step) und Matthew Riccitello (Israel-Premier Tech), die zuletzt mit ihren Leistungen aufzeigen konnten. Ein besonderes Augenmerk liegt auf dem 26-jährigen Briten Thomas Pidcock (Q36.5 Pro Cycling Team), der sich anders als beim Giro d’Italia auf die Gesamtwertung konzentrieren soll.

## Strecke
Bereits am 2. Dezember 2024 wurde der Start der Rundfahrt im Piemont bekanntgegeben. Die Vuelta a España startet somit zum ersten Mal in ihrer Geschichte in Italien. Die komplette Streckenführung der 80. Austragung wurde am 19. Dezember 2024 in Madrid vorgestellt. Insgesamt müssen die Fahrer 3265 Kilometer auf 21 Etappen absolvieren. Auf dem Programm stehen vier flache, fünf hüglige und zehn Bergetappen, sowie ein Einzelzeitfahren und ein Mannschaftszeitfahren. Zehn Etappen enden mit einer Bergankunft. Die Rundfahrt umfasst zwei Ruhetage, die nach den Etappen 9 und 15 abgehalten werden. Nach dem Auslandsstart in Italien führt die Strecke durch Frankreich und Andorra, ehe der Großteil der Etappen auf spanischem Boden ausgetragen wird. Hier werden zehn der 17 Autonome Gemeinschaften Spaniens durchfahren. Mit den Alpen und Pyrenäen, sowie dem Kantabrischen Gebirge, Iberischen Gebirge und Iberischen Scheidegebirge führt die Rundfahrt durch fünf Gebirge. Das „Dach der Tour“ bildet die Alto de las Guarramillas (oder Bola del Mundo) mit einer Zielankunft auf 2258 Metern Seehöhe.

### Etappenliste
Die folgende Tabelle zeigt die Etappen mit Datum, Start- und Zielort, Kategorisierung und Etappenlänge. Außerdem sind der Etappensieger und der jeweils Führende in der Gesamtwertung nach der Etappe angegeben. In der ersten Spalte sind die Einzelartikel zu jeder Etappe mit detaillierten Angaben zu Platzierung und Rennverlauf angegeben.
| Etappe     | Datum    | Etappenorte                                  | type                 | Länge (km) | Höhenmeter (m) | Etappensieger | Gesamtführender |
| ---------- | -------- | -------------------------------------------- | -------------------- | ---------- | -------------- | ------------- | --------------- |
| 1. Etappe  | 23. Aug. | Palast von Venaria – Novara                  | Flachetappe          | 183        | 1.282 m        |               |                 |
| 2. Etappe  | 24. Aug. | Alba – Limone Piemonte                       | Flachetappe          | 157        | 1.860 m        |               |                 |
| 3. Etappe  | 25. Aug. | San Maurizio Canavese – Ceres                | Mittelschwere Etappe | 139        | 1.986 m        |               |                 |
| 4. Etappe  | 26. Aug. | Susa – Voiron                                | Mittelschwere Etappe | 192        | 3.264 m        |               |                 |
| 5. Etappe  | 27. Aug. | Figueres – Figueres                          | Teamzeitfahren       | 20         | 135 m          |               |                 |
| 6. Etappe  | 28. Aug. | Olot – Pal                                   | Hochgebirgsetappe    | 171        | 3.416 m        |               |                 |
| 7. Etappe  | 29. Aug. | Andorra la Vella – Cerler                    | Hochgebirgsetappe    | 187        | 4.483 m        |               |                 |
| 8. Etappe  | 30. Aug. | Castillo de Monzón – Saragossa               | Flachetappe          | 158        |                |               |                 |
| 9. Etappe  | 31. Aug. | Alfaro – Valdezcaray                         | Hügelige Etappe      | 195        |                |               |                 |
|            | 1. Sep.  | 1. Ruhetag                                   | Ruhetag              |            |                |               |                 |
| 10. Etappe | 2. Sep.  | Sendaviva – Larra-Belagua                    | Flachetappe          | 168        |                |               |                 |
| 11. Etappe | 3. Sep.  | Bilbao – Bilbao                              | Mittelschwere Etappe | 167        |                |               |                 |
| 12. Etappe | 4. Sep.  | Laredo – Los Corrales de Buelna              | Mittelschwere Etappe | 143        |                |               |                 |
| 13. Etappe | 5. Sep.  | Cabezón de la Sal – Alto de Angliru          | Hochgebirgsetappe    | 202        | 3.985 m        |               |                 |
| 14. Etappe | 6. Sep.  | Avilés – Alto de la Farrapona                | Hochgebirgsetappe    | 135        | 4.044 m        |               |                 |
| 15. Etappe | 7. Sep.  | A Veiga – Monforte de Lemos                  | Mittelschwere Etappe | 167        |                |               |                 |
|            | 8. Sep.  | 2. Ruhetag                                   | Ruhetag              |            |                |               |                 |
| 16. Etappe | 9. Sep.  | Poio – Mos                                   | Mittelschwere Etappe | 172        |                |               |                 |
| 17. Etappe | 10. Sep. | O Barco de Valdeorras – Puerto del Morredero | Mittelschwere Etappe | 143        |                |               |                 |
| 18. Etappe | 11. Sep. | Valladolid – Valladolid                      | Einzelzeitfahren     | 26         |                |               |                 |
| 19. Etappe | 12. Sep. | Rueda – Guijuelo                             | Flachetappe          | 159        | 1.369 m        |               |                 |
| 20. Etappe | 13. Sep. | Robledo de Chavela – Bola del Mundo          | Hochgebirgsetappe    | 156        | 4.106 m        |               |                 |
| 21. Etappe | 14. Sep. | Valdeolmos-Alalpardo – Madrid                | Flachetappe          | 101        | 836 m          |               |                 |

### Auslandstart in Italien

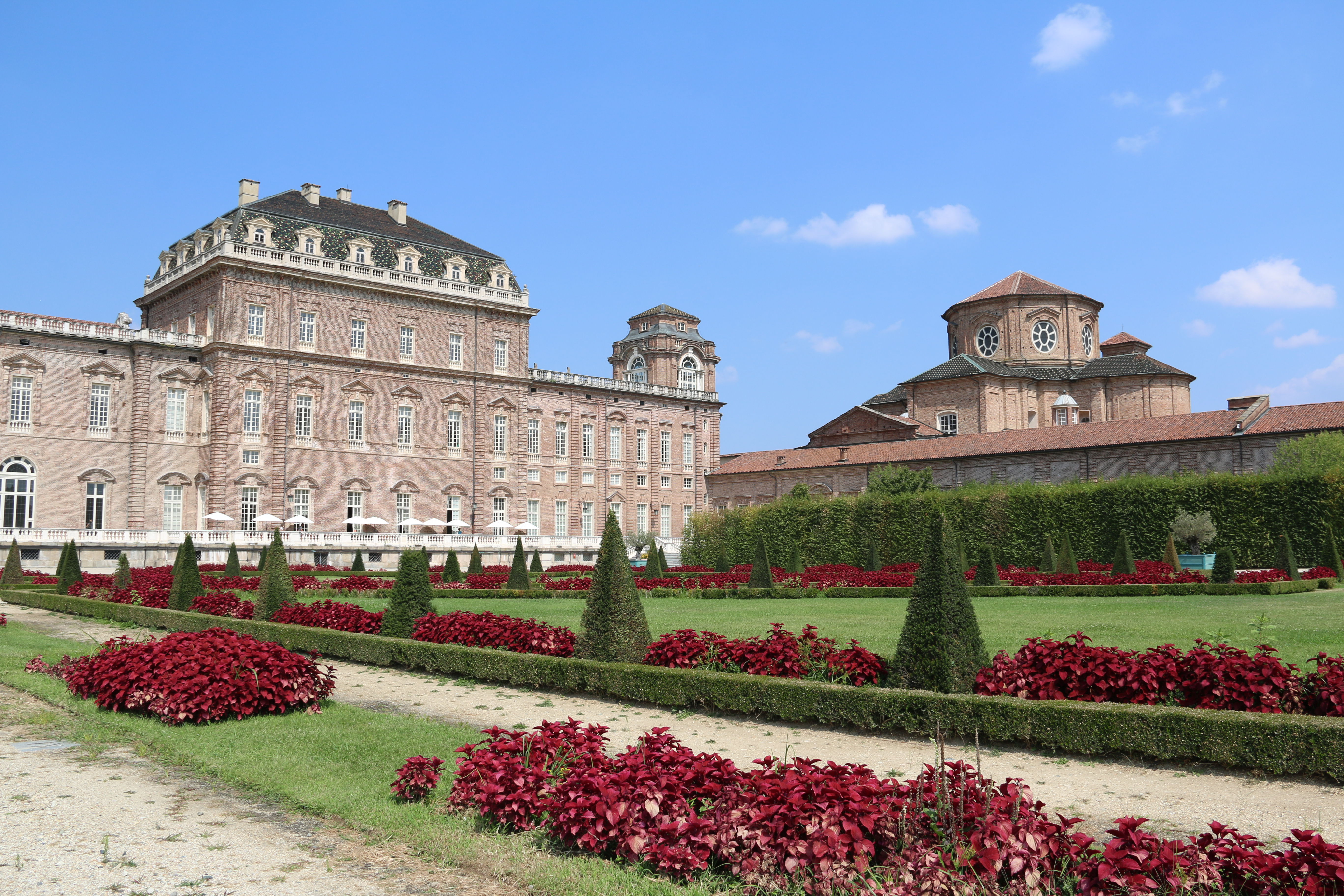
Das Schloss Venaria Reale

Zum insgesamt sechsten Mal wird die Vuelta a España nicht in Spanien gestartet. Der Auftakt erfolgt im Piemont, das bereits den Grande Partenza des Giro d’Italia und Etappen der Tour de France ausgetragen hat. Italien wird somit neben den Niederlanden erst das zweite Land sein, das den Auftakt aller drei Grand Tours veranstaltete. Die 1. Etappe wird vor dem Schloss Venaria Reale nördlich von Turin gestartet, ehe es auf großteils flachen Kilometern nach Novara geht. Der 2. Abschnitt endet mit der ersten Bergankunft der 80. Austragung, wobei die Strecke von Alba nach Limone Piemonte führt. Der Zielstrich befindet sich im Skiresort Limone 1400 auf einer Höhe von 1381 Metern am Fuße des Colle di Tenda. Tags drauf führt ein hügliges Teilstück von San Maurizio Canavese nach Ceres, ehe die 4. Etappe von Italien über die Alpen nach Frankreich führt. Die Zielankunft befindet sich dabei nordwestlich von Grenoble in Voiron. Mit dem Col de Montgenèvre und Col du Lautaret werden an jenem Tag zwei bekannte Passstraßen passiert, die als erste Anstiege Bergwertungen aller drei Grand Tours gebildet haben werden.

### Erste Woche: Mannschaftszeitfahren und Bergankünfte in den Pyrenäen

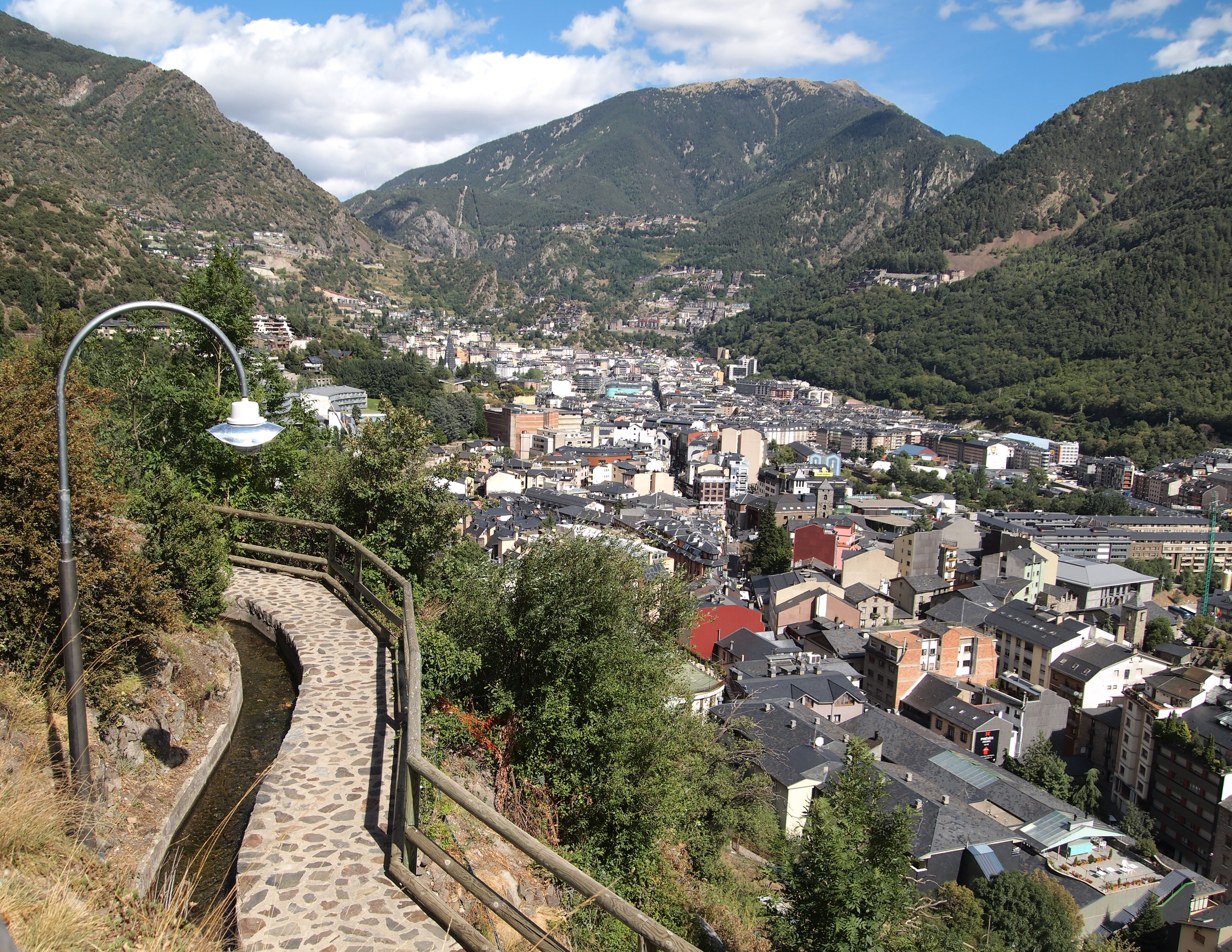
Blick auf Andorra la Vella

Ohne einen Ruhetag wird die 80. Austragung der Vuelta a España bereits am 27. August im mehr als 500 Kilometer entfernten Katalonien fortgesetzt. Die 5. Etappe wird dabei im Rahmen eines 20 Kilometer langen Mannschaftszeitfahrens ausgetragen, wobei Figueres als Start- und Zielort dient. Tags drauf geht es in die Pyrenäen. Über den Collada de Sentigosa und Collada de Toses gelangen die Fahrer nach Andorra, wo eine Bergankunft in Pal (1902 m) stattfindet. Die rund 10 Kilometer lange Auffahrt weist dabei eine durchschnittliche Steigung von etwa 6 % auf. Die 7. Etappe wird in Andorra gestartet, ehe es über den Port del Cantó, Port de la Creu de Perves und Coll de l’Espina zu einer Bergankunft im Skigebiet Aramón Cerler (1905 m) geht. Diese weist auf einer Länge von 12 Kilometern eine Durchschnittssteigung von 6 % auf, wobei sie neben Abschnitten von mehr als 10 % zwei kurze Zwischenabfahrten beinhaltet. Nach einem flachen Teilstück, bei dem in Saragossa ein Massensprint zu erwarten ist, führt die Spanien-Rundfahrt in die Sierra de la Demanda, wo nach großteils flacher Streckenführung eine Bergankunft bei der Estación de esquí de Valdezcaray abgehalten wird. Die 13,7 Kilometer lange Schlusssteigung flacht dabei zusehends ab, ehe das Ziel auf einer Höhe von 1523 Metern erreicht wird.

### Zweite Woche: Vorentscheidung im Kantabrischen Gebirge

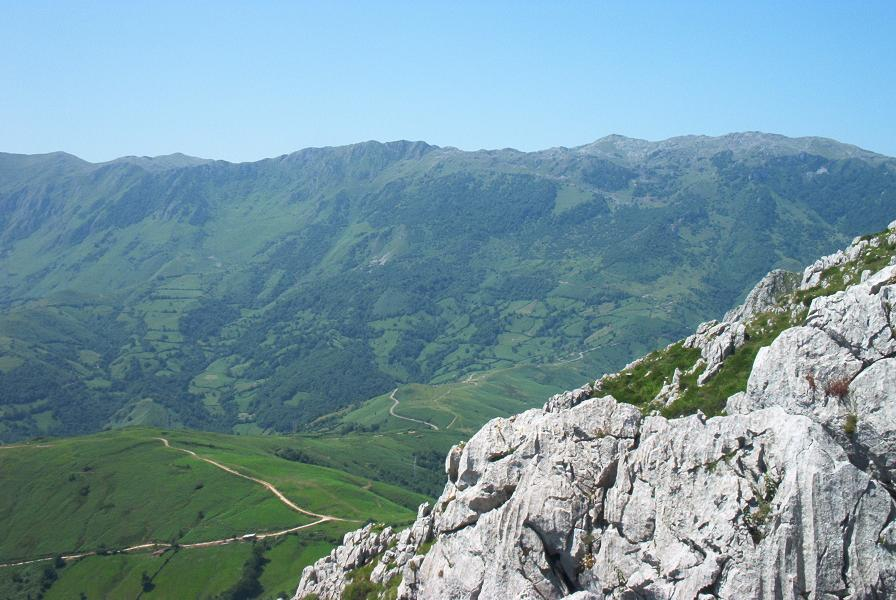
Auf der 13. Etappe findet eine Bergankunft auf der Alto de Angliru statt

Nach dem ersten Ruhetag führt die 10. Etappe zurück in die Pyrenäen, wobei eine Bergankunft beim Skiresort Larra-Belagua stattfindet. Dieses liegt auf halber Höhe des Col de la Pierre Saint-Martin. Tags drauf wird eine hüglige Etappe mit Start und Ziel in Bilbao ausgetragen, die auf ihrer Länge von 167 Kilometern sieben Bergwertungen umfasst. Im Finale führt die Streckenführung dabei zweimal über die Alto del Vivero, ehe die bis zu 20 % steile Alto de Pike als letzter Anstieg rund sieben Kilometer vor dem Ziel überquert wird. Der 12. Abschnitt führt über den Puerto de Alisas und den Collada de Brenes ins kantabrische Los Corrales de Buelna, ehe die 13. Etappe auf der legendären Alto de Angliru zu Ende geht. Die rund 8,5 Kilometer lange Auffahrt weist dabei eine Durchschnittssteigung von mehr als 10 % auf und beinhaltet im oberen Abschnitt Rampen von bis zu 23,5 %. Weiters stellt die Etappe mit 202 Kilometern den längsten Abschnitt der 80. Austragung dar. Auch die 14. Etappe endet mit einer Bergankunft in Asturien, wobei sich das Ziel nach der Überquerung des Puerto de San Lorenzo auf der Alto de la Farrapona (1708 m) befindet. Der insgesamt 18 Kilometer lange Schlussanstieg steigt auf den letzten sechs Kilometern im Schnitt mit rund 9 % an. Am Ende der zweiten Woche führt eine hüglige Etappe von Vegadeo ins südliche Monforte de Lemos.

### Dritte Woche: Von Galizien nach Madrid

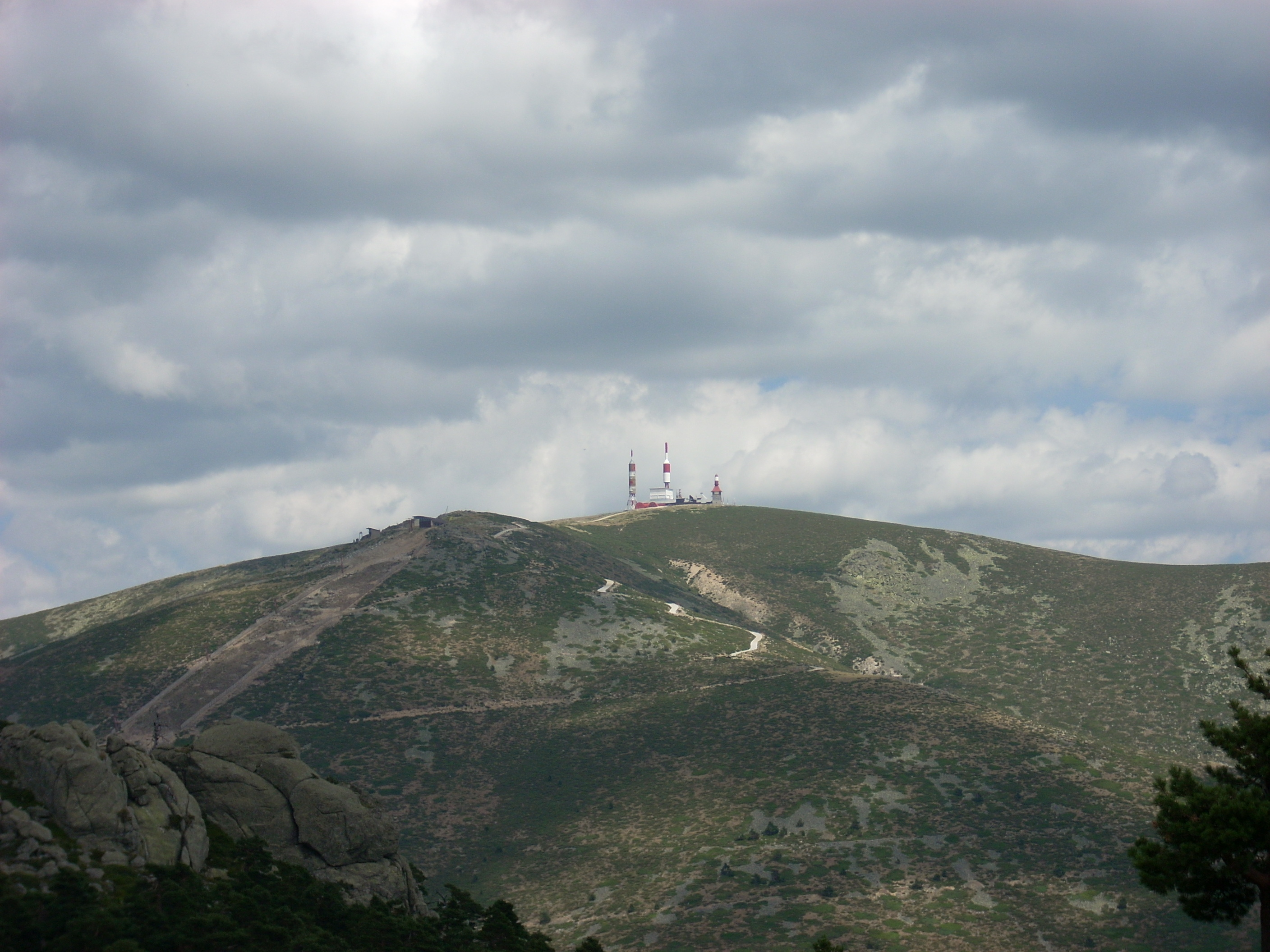
Vor den Toren von Madrid fällt die Entscheidung im Schlussanstieg von Bola del Mundo

Die letzte Woche wird an der galizischen Atlantikküste in Poio gestartet. Die Strecke führt über mehrere Anstiege zu einer kurzen Schlusssteigung an deren Ende sich der Zielstrich in Castro de Herville (504 m) befindet. Tags drauf erfolgt die vorletzte Bergankunft im Rahmen der 17. Etappe auf der Alto de El Morredero (1750 m) unweit von Ponferrada. Die Schlusssteigung ist dabei rund 20 Kilometer lang und weist neben steilen Abschnitten von mehr als 10 % auch mehrere Zwischenabfahrten und Flachstücke auf. Auf der 18. Etappe findet das einzige Einzelzeitfahren der 80. Austragung statt, wobei Valladolid als Start und Zielort des 26 Kilometer langen Teilstücks dient. Die Streckenführung weist dabei keine besonderen Schwierigkeiten auf. Tags drauf führt ein flacher Abschnitt von Rueda ins südliche Guijuelo. Die Entscheidung um den Gesamtsieg fällt voraussichtlich am vorletzten Etappentag, der die Fahrer durch die Sierra de Guadarrama führt. Nach zwei Bergwertungen der 3. Kategorie wird die Alto de León in Angriff genommen, ehe der Puerto de Navacerrada zweimal passiert werden muss. Am Ende der zweiten Auffahrt biegen die Fahrer auf der Passhöhe rechts auf eine schmale Straße ab, die mit Steigungsprozenten von bis zu 20 % zur finalen Bergankunft in Bola del Mundo führt. Mit einer Höhe von 2258 Metern stellt diese zugleich den höchsten Punkt der 80. Austragung dar. Zum Abschluss führt ein flacher Abschnitt nach Madrid, wo das Finale der Rundfahrt auf einem Rundkurs im Stadtzentrum ausgetragen wird.

## Vergabe der UCI-Punkte
Die Vuelta a España 2025 ist Teil der UCI WorldTour 2025. Während des Rennens werden UCI-Punkte vergeben, die sich auf die Platzierung der Fahrer und Mannschaften im UCI Ranking auswirken. Die Punktevergabe erfolgt nach folgendem Schlüssel:
| Platzierung    | 1.   | 2.  | 3.  | 4.  | 5.  | 6.  | 7.  | 8.  | 9.  | 10. | Anmerkung                                |
| -------------- | ---- | --- | --- | --- | --- | --- | --- | --- | --- | --- | ---------------------------------------- |
| Gesamtwertung  | 1100 | 885 | 750 | 600 | 495 | 415 | 340 | 285 | 235 | 180 | gestaffelt bis zum 60. Platz (10 Punkte) |
| Punktewertung  | 20   | —   | —   | —   | —   | —   | —   | —   | —   | —   |                                          |
| Bergwertung    | 20   | —   | —   | —   | —   | —   | —   | —   | —   | —   |                                          |
| Etappenwertung | 180  | 130 | 95  | 80  | 60  | 45  | 40  | 35  | 30  | 25  | gestaffelt bis zum 15. Platz (2 Punkte)  |
| Führung        | 20   | —   | —   | —   | —   | —   | —   | —   | —   | —   | Gesamtführender nach jeder Etappe        |

## Wertungen im Verlauf
| Etappe                         | Etappensieger | Gesamtwertung | Punktewertung | Bergwertung | Nachwuchswertung | Mannschaftswertung | Kämpferischster Fahrer |
| ------------------------------ | ------------- | ------------- | ------------- | ----------- | ---------------- | ------------------ | ---------------------- |
| 1                              |               |               |               |             |                  |                    |                        |
| 2                              |               |               |               |             |                  |                    |                        |
| 3                              |               |               |               |             |                  |                    |                        |
| 4                              |               |               |               |             |                  |                    |                        |
| 5                              |               |               |               |             |                  |                    |                        |
| 6                              |               |               |               |             |                  |                    |                        |
| 7                              |               |               |               |             |                  |                    |                        |
| 8                              |               |               |               |             |                  |                    |                        |
| 9                              |               |               |               |             |                  |                    |                        |
| 10                             |               |               |               |             |                  |                    |                        |
| 11                             |               |               |               |             |                  |                    |                        |
| 12                             |               |               |               |             |                  |                    |                        |
| 13                             |               |               |               |             |                  |                    |                        |
| 14                             |               |               |               |             |                  |                    |                        |
| 15                             |               |               |               |             |                  |                    |                        |
| 16                             |               |               |               |             |                  |                    |                        |
| 17                             |               |               |               |             |                  |                    |                        |
| 18                             |               |               |               |             |                  |                    |                        |
| 19                             |               |               |               |             |                  |                    |                        |
| 20                             |               |               |               |             |                  |                    |                        |
| 21                             |               |               |               |             |                  |                    |                        |
| Gesamtsieger der jew. Wertung: |               |               |               |             |                  |                    |                        |